# Ilgan Sports
Ilgan Sports ― корейська спортивна та розважальна газета з циклом публікацій у кожен день. Головним видавцем газети є «EdailyM», яка своєю чергою, є дочірнім підприємством компанії «KG Group». У газеті стверджується, що це «Весела газета, для читання у будь-який час та у будь-якому місці». З 1984 року газета проводить номінацію нагородження корейських футбольних команд.

## Історія
Газета заснована у вересні 1969 року як дочірній журнал газети Hankook ilbo. У березні 1970 року тираж газети перевищив 43 000 проданих копій. У травні 2001 року газета підписала документ про партнерство з японською компанією «Hochi Shimbun». У липні 2001 року газету зареєстрували на корейській біржі KOSDAQ. У грудні 2005 року «ЧунАн Ільбо» стає найбільшим акціонером компанії. У травні 2010 року газета переїхала у будівлю JoongAng Media Building. У грудні 2015 року компанію об'єднують з JTBC Plus.
У червні 2022 року газету продано KG Group.

## Реструктуризація та реорганізація
У ході реорганізації, кількість репортерів газети була скорочена з 89 наприкінці 2004 року до 31 станом на 2006 рік за рахунок ефективної звітності. Чисельність керівного складу, що становила наприкінці 2004 року 76 осіб, нині скорочено до 48 осіб.